# Hans Fagerström
Hans Gunnar Fagerström, född 29 augusti 1921 i Hagfors, död 26 april 2000 i Halmstad, var en svensk målare och tecknare. 
Hans Fagerström studerade vid Anders Beckmans reklamskola 1944–1945 och för Waldemar Lorentzon 1946–1947. Han var Lorentzon assistent vid utförandet av de dekorativa målningarna i Ryssby kyrka 1951.
Hans Fagerströms verk finns på bland annat Konung Gustav VI Adolfs samlingar vid Moderna museet  och Hallands konstmuseum . Han utförde såväl målningar som skulpturala arbeten till flera kyrkor och församlingshem i Halland och Småland, bland andra Harplinge kyrka, Kastlösa kyrka, Persnäs kyrka, Vallås kyrka och Sankta Anna kapell i Halmstad och Månsarps kyrka i Småland.
Hans Fagerström är gravsatt på Norra kyrkogården i Halmstad.